# Eigentliche Abbildung
Eigentliche Abbildungen sind spezielle stetige Abbildungen, die im mathematischen Teilgebiet der mengentheoretischen Topologie untersucht werden. Im Wesentlichen zeichnen sich eigentliche Abbildungen dadurch aus, dass sie besonders gut mit kompakten Mengen interagieren.

## Definitionen
Die Definition eigentlicher Abbildungen variiert von Autor zu Autor. Eine häufig verwendete Definition ist:
- Eine stetige Abbildung {\displaystyle f:X\to Y} heißt eigentlich, wenn das Urbild jeder kompakten Menge kompakt ist.

Viele Autoren fordern zusätzlich noch dass alle eigentlichen Abbildungen abgeschlossen sind, also abgeschlossene Mengen auf abgeschlossene Mengen abbilden. Mit dieser strengeren Definition ist eine stetige Abbildung {\displaystyle f:X\to Y} also genau dann eigentlich wenn die folgenden äquivalenten Eigenschaften erfüllt sind:
- {\displaystyle f} ist abgeschlossen und das Urbild jeder kompakten Menge ist kompakt.
- {\displaystyle f} ist abgeschlossen und alle Fasern {\displaystyle f^{-1}(y)} sind kompakt.
- Für jeden topologischen Raum {\displaystyle Z} ist die Abbildung {\displaystyle f\times \operatorname {id} _{Z}:X\times Z\to Y\times Z,(x,z)\mapsto (f(x),z)} abgeschlossen.
- Für jede stetige Abbildung {\displaystyle g:Z\to Y} ist die zum Faserprodukt {\displaystyle X\times _{Y}Z} von {\displaystyle f} und {\displaystyle g} gehörige Abbildung {\displaystyle f':X\times _{Y}Z\to Z} abgeschlossen.

Für Abbildungen {\displaystyle f:X\to Y}, deren Zielraum {\displaystyle Y} lokalkompakt und Hausdorff ist, sind die beiden Definitionen äquivalent; im allgemeinen Fall gibt es aber auch stetige Abbildungen die nur nach der ersten Definition eigentlich sind. Im Folgenden ist mit „eigentlich“, sofern nicht anders angedeutet, stets die zweite Definition gemeint.
Einige Autoren fordern mit einer noch stärkeren Definition sogar dass alle eigentlichen Abbildungen separiert sind in dem Sinne, dass ihre Fasern relativ zum Definitionsraum Hausdorff sind. Diese Definition ist vor allem in der algebraischen Geometrie verbreitet, wegen ihrer Relation zu eigentlichen Schemamorphismen.

## Beispiele
- Jede stetige Abbildung von einem kompakten Raum in einen Hausdorff-Raum ist eigentlich.
- Jede Einbettung mit abgeschlossenem Bild ist eigentlich, also insbesondere auch jeder Homöomorphismus, jeder Diffeomorphismus und jede biholomorphe Abbildung.
- Überlagerungen sind genau dann eigentlich wenn sie endlichen Grad haben.
- Die Abbildung {\displaystyle f:X\to \{{\textrm {pt.}}\}} von {\displaystyle X} in einen einelementigen Raum ist eigentlich genau dann wenn {\displaystyle X} kompakt ist.
- Konstante Abbildungen {\displaystyle f:X\to Y} sind immer eigentlich im Sinne der ersten Definition wenn {\displaystyle X} kompakt ist, aber nur dann eigentlich im Sinne der zweiten Definition wenn zudem noch {\displaystyle {\textrm {im}}(f)} in {\displaystyle Y} abgeschlossen ist.

## Eigenschaften
- Unter eigentlichen Abbildungen sind die Bilder abgeschlossener Mengen immer abgeschlossen und die Urbilder kompakter Mengen immer kompakt.
- Die Einschränkung {\displaystyle f|_{A}\colon A\to Y} einer eigentlichen Abbildung {\displaystyle f\colon X\to Y} auf einen abgeschlossenen Unterraum {\displaystyle A\subseteq X} ist immer eigentlich.
- Die Koeinschränkung {\displaystyle f|^{A}:X\to A} einer stetigen Abbildung {\displaystyle f:X\to Y} mit {\displaystyle {\textrm {im}}(f)\subseteq A\subseteq Y} ist eigentlich wenn {\displaystyle f} eigentlich ist. Die Umkehrung gilt wenn {\displaystyle A} abgeschlossen ist.
- Die Komposition eigentlicher Abbildungen ist wieder eigentlich. Topologische Räume zusammen mit den eigentlichen Abbildungen bilden also eine Unterkategorie der Kategorie der stetigen Funktionen.
- Sind {\displaystyle X_{1},X_{2},Y_{1},Y_{2}} topologische Räume und sind {\displaystyle f_{1}\colon X_{1}\to Y_{1},f_{2}\colon X_{2}\to Y_{2}} eigentliche Abbildungen, so ist {\displaystyle f_{1}\times f_{2}\colon X_{1}\times X_{2}\to Y_{1}\times Y_{2}} wieder eine eigentliche Abbildung.
- Ist {\displaystyle X} ein kompakter Raum und {\displaystyle Y} ein beliebiger topologischer Raum und {\displaystyle X\times Y} das topologische Produkt, dann ist die Projektion {\displaystyle \pi _{Y}\colon X\times Y\to Y,(x,y)\mapsto y} eine eigentliche Abbildung.

## Anwendungen
Eigentliche Abbildungen spielen eine Rolle in verschiedenen Konstruktionen mit kompakten Räumen. Zum Beispiel ist für stetige Funktionen {\displaystyle f:X\to Y} die durch {\displaystyle f(\infty ):=\infty } definierte Fortsetzung {\displaystyle f^{*}:X^{*}\to Y^{*}} auf die Einpunktkompaktifizierungen von {\displaystyle X} und {\displaystyle Y} genau dann stetig wenn unter {\displaystyle f} alle Urbilder von abgeschlossenen kompakten Mengen kompakt sind; da dies für alle eigentlichen Abbildungen der Fall ist aber nicht für alle stetigen Abbildungen bildet die Einpunktkompaktifizierung einen Funktor auf der Kategorie aller eigentlichen Abbildungen aber nicht auf der Kategorie aller topologischen Räume. Ein ähnliches Problem ergibt sich bei Kohomologie mit kompaktem Träger: diese ist ebenfalls nur auf der Kategorie der eigentlichen Abbildungen funktoriell, aber nicht auf der aller stetigen Abbildungen. Insbesondere ist sie nicht homotopieinvariant, sondern wird nur von in dem Sinne eigentlichen Homotopieäquivalenzen erhalten als dass alle beteiligten Abbildungen (also die Abbildung selber, ihr Homotopieinverses und die beiden Homotopien) eigentliche Abbildungen sind.